# 바이 나 페
《바이 나 페》(포르투갈어: Vai na Fé)는 2023년 방영된 브라질의 텔레노벨라이다.